# Gesamtministerium Friesen
Das Gesamtministerium Friesen bildete vom 1. Oktober 1871 bis 1. November 1876 die von König Johann und seinem Nachfolger Albert berufene Landesregierung des Königreiches Sachsen. 
| Amt                                                    | Name                            |
| ------------------------------------------------------ | ------------------------------- |
| Vorsitzender des Gesamtministeriums, Äußeres, Finanzen | Richard von Friesen             |
| Inneres                                                | Hermann von Nostitz-Wallwitz    |
| Justiz                                                 | Christian Wilhelm Ludwig Abeken |
| Kultus und öffentlicher Unterricht                     | Karl von Gerber                 |
| Krieg                                                  | Alfred von Fabrice              |